# Lista de Estados e dinastias muçulmanas
Este artigo lista alguns dos estados ou impérios  governados por dinastias muçulmanas. Os diferentes impérios islâmicos podem ser rastreados até Maomé, que  foi não  apenas o fundador da fé islâmica mas também o primeiro líder do povo muçulmano. Estudiosos debatem o que exatamente constitui um estado que estende seus domínios sobre áreas e populações cultural e etnicamente distintas da cultura e da etnia do centro do poder.  

## História de Estados muçulmanos
Os Início das conquistas muçulmanas começou na vida do profeta Maomé. Seus sucessores conquistaram grandes áreas do Oriente Médio e Norte da África, além de partes do sul da Europa e do subcontinente indiano, nas décadas após sua morte. O califado fundado por seus primeiros sucessores, chamado de Califado Ortodoxo, foi sucedido pelo Califado Omíada e depois pelo Califado Abássida. 
Enquanto os califados gradualmente fraturaram e caíram, outras Dinastias muçulmanas se levantaram; algumas dessas Dinastias cresceram em "Impérios islâmicos", com alguns dos mais notáveis sendo os Impérios Safávida, Otomano e Mogol. 

## Califados

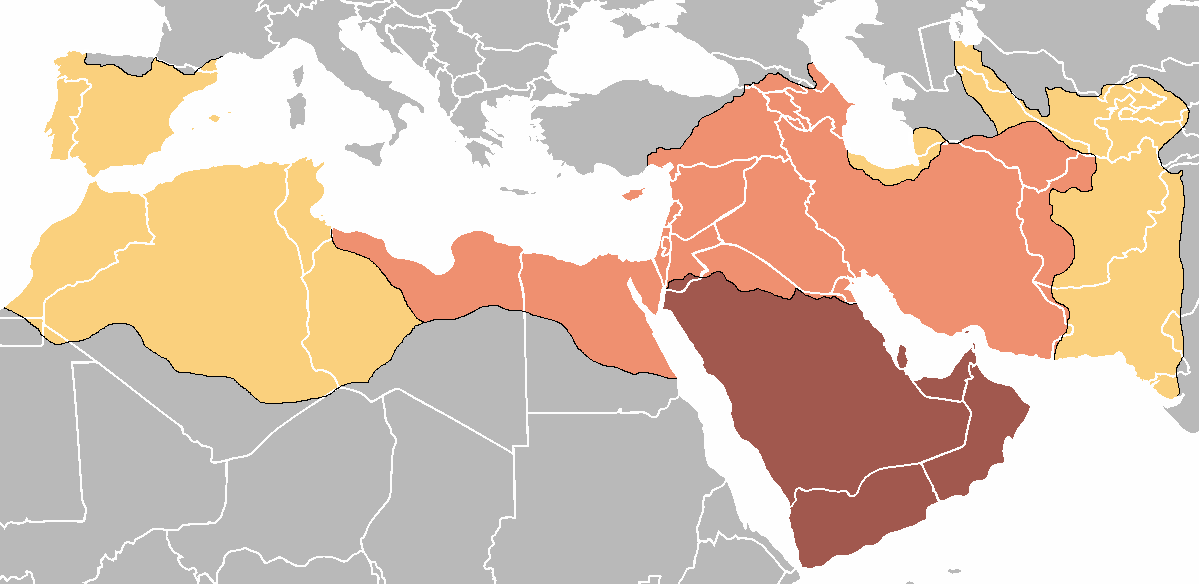
Umayyad Empire at its greatest extent

- Califado Ortodoxo (638–661) - Início do Império Islâmico
- Califado Omíada (661–750) - Sucessor do Califado Ortodoxo
  - Omíada Califado de Córdova na Espanha islâmica (929–1031)
- Califado Abássida (750–1258) - Sucessor do Califado Omíada, queda de Bagdá (Cerco de Bagdá) (1258) 
  - Sultanato Mameluco do Cairo (1261–1517)
- Califado Fatímida (909–1171)
- Califado Almóada (1121–1269)
- Califado Otomano (1517–1924)
- Califado de Socoto (1804–1903)
- Reino do Hejaz (1924–1925)

## Impérios regionais
Agrupados pelo capital ou região central

### Irão

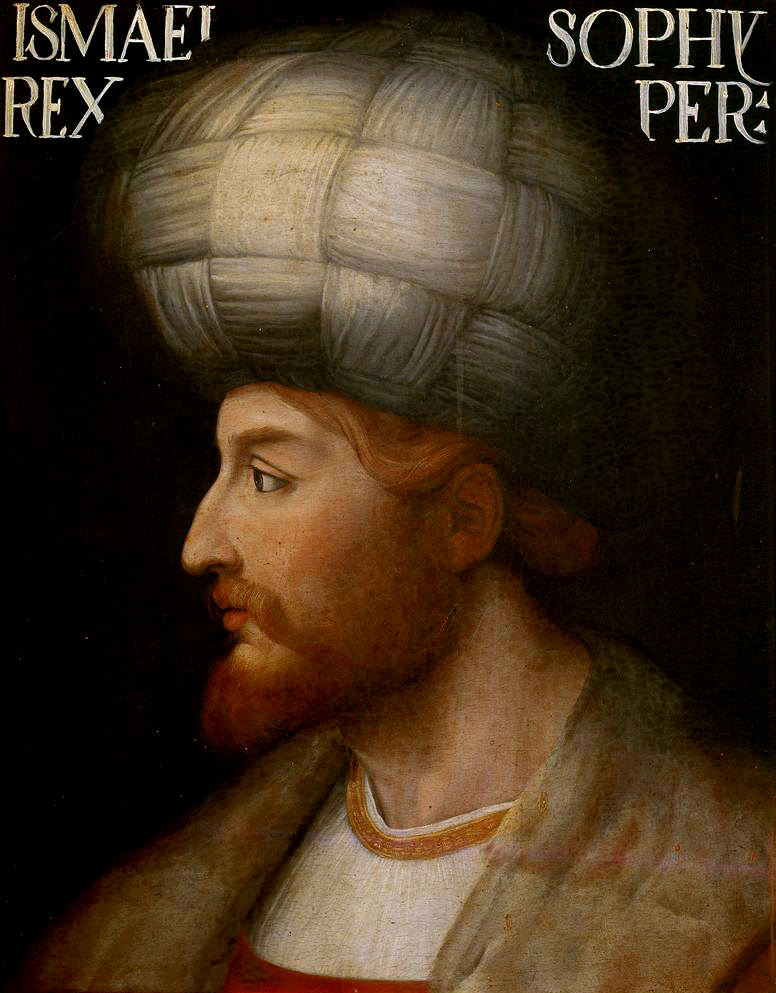
do Império Safávida

- Império Safávida (1502–1736)
- Império Afexárida (r. 1736–1796)
- Império Zande (r. 1750–1794)
- Império Cajar (r. 1794–1925)
- Dinastia Pálavi e Dinastia Cajar
- Império Samânida, (819–999)
- Ilcanato (mongóis)
- Império Corásmio
- Império Buída
- Xá de Xirvão
- Grande Império Seljúcida
- Império Safárida
- Confederação do Cordeiro Branco
- Confederação do Cordeiro Negro
- Império Hotaqui
- Muzafáridas
- Império Taírida
- Sultanato Gúrida
- Império Gasnévida

### Oriente Médio
- Reino Tulúnida (905), Egito e Síria)
- Dinastia Aiúbida
- Dinastia mameluca
- Xarifado de Meca
- Rássidas de Iêmem
- Raçúlidas de Iêmem
- Reino da Arábia Saudita
- Sultanato de Omã
- Califado Sírio Maior

### Anatólia(Turquia)

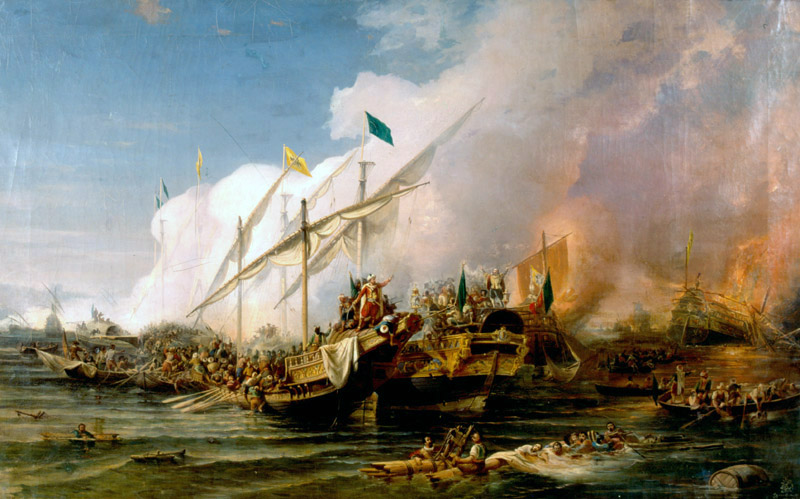
Barba Ruiva

- Império Otomano (1299–1923)
- Sultanato de Rum (1077–1308)
- Emirado Danismêndida (1071–1178)
- Dinastia de Mengücek (1072–1277)
- Dinastia Saltúquidas (1071–1202)
- Dinastia artúquida (1101–1409)

### África subsariana
- Império do Mali (ca.  1230–1600)
- Império Songai (1340–1591)
- Sultanato de Adal (1415–1555)
- Sultanato Ajurã (séculos XIII e XVII)
- Império de Canem
- Império de Bornu
- Califado de Socoto
- Império de Macina de Secu Amadu
- Império Tuculor de Alhaji Omar Tal
- Império de Bundu de Malick Daouda Sy
- Sultanato de Quíloa (século X-1517)

### África do Norte
- Império Almorávida (1040–1147) do Magrebe Ocidental
- Califado Almóada (1121–1269) do Magrebe Ocidental
- Emirado Aglábida da Ifríquia
- Reino Haféssida (1229–1574) da Ifríquia
- Dinastia Alauita do Marrocos
- Império Merínida do Magrebe Ocidental
- Reino Rustâmida
- Sultanato Oatácida do Magrebe Ocidental
- Sultanato Saadiano (1511–1628) do Magrebe Ocidental
- Estado Dervixe (1896–1920)

### Europa
Sul da Europa

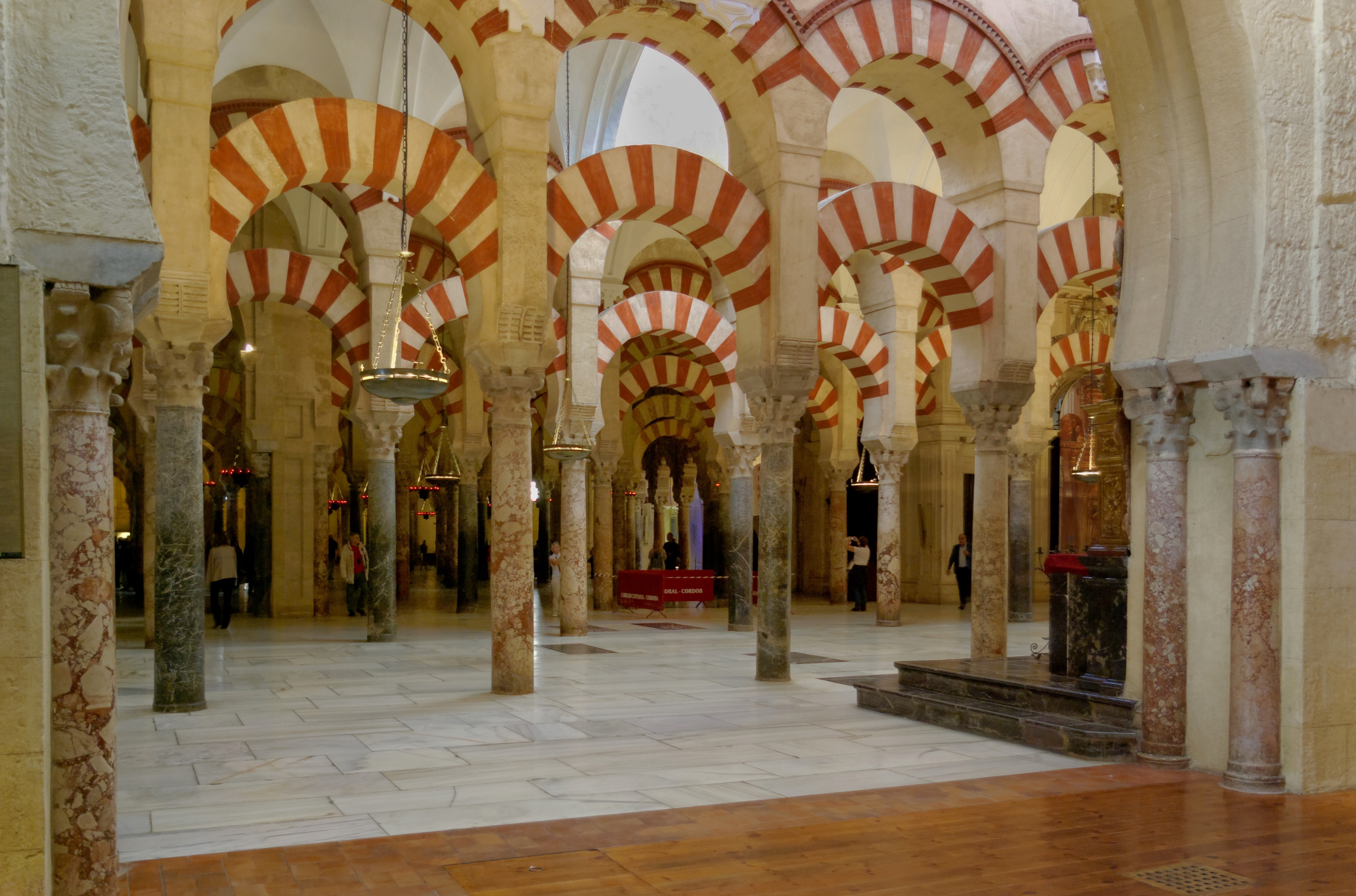
Mesquita

- Califado de Córdova (Alandalus) (929–1031)
- Emirado de Bari (847–871)
- Emirado da Sicília (965–1072)

 Europa Oriental 
- Bulgária do Volga (922–1236)
- Horda Dourada (1251–1502)
- Canato de Cazã (1438–1552)
- Canato de Astracã (1466–1556)
- Canato Cacim (1452–1681)
- Canato da Crimeia (1441–1783)
- Basquires

### Ásia Central
- Império Caracânida: (840–1212), em Transoxiana
- Império Corásmio
- Império Timúrida
- Canato de Chagatai
- Canato da Sibéria
- Estado de Iarcanda
- Dinastia xaibânia
- Império Samânida

### Ásia Meridional

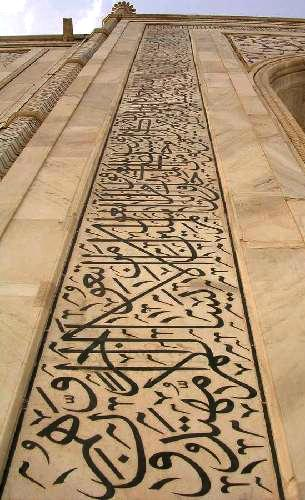
Taj Mahal

Subcontinente Indiano (incluindo Paquistão e Bangladesh) e Afeganistão
- Gúridas (879–1215)
- Império Gasnévida (977–1186)
- Sultanato de Déli (1206–1290)
- Dinastia Quilji (1290–1320)
- Dinastia Tuglaque (1321–1414)
- Dinastia Saíde (1414–1451)
- Sultanato de Bamani (1347–1527)
- Sultanato de Bengala (1352–1576)
- Sultanato de Jaunpur (1394–1479)
- Sultanato de Guzarate (1407–1573)
- Sultanato de Malua (1392–1562)
- Dinastia Lodi (1451–1526)
- Sultanatos do Decão (1527–1686)
- Império Mogol (1526–1857)
- Império Sur (1540–1556)
- Império Durrani (1747–1826)

### Sudeste da Ásia
Arquipélago Malaio (Índias Orientais) (Indonésia, Malásia e Brunei) 
- Império de Malaca
- Império Bruneio
- Sultanato de Achém
- Sultanato de Johor
- Sultanato de Quedá
- Sultanato de Kelantan
- Sultanato de Perak
- Sultanato de Pahang
- Sultanato de Selangor
- Sultanato de Terenganu
- Sultanato de Bornéu
- Sultanato de Demaque
- Sultanato de Iogiacarta
- Reino Perlis
- Sultanato de Mataram

Ilhas Filipinas
- Sultanato de Maguindanao (também chamado de Mindanao)
- Sultanato de Sulu

## Bibliográficas
- ARMSTRONG, Karen - A History of God. Vintage, 1999. ISBN 0099273675
- LING, Trevor - A History of Religion East and West. Palgrave Macmillan, 1969. ISBN 0333101723
- NICOLLE, David - Atlas Histórico del Mundo Islámico. Madrid:Edimat Libros, 2004. ISBN 8497646452
- AL-HUSEINI, Sayed M., AL_HUSEINI, Farouq M., Islam and the Glorious Ka'abah, Bloomington: iUniverse, 2012. ISBN 978-1-4698-8588-2.
- CARMO, António - Antropologia das Religiões. Lisboa: Universidade Aberta, 2001. ISBN 972-674-359-1.
- ELIAS, Jamal J. - Islamismo. Lisboa: Edições 70, 2000. ISBN 972-44-1054-4.
- Encyclopædia Britannica, Encyclopædia Britannica, Inc., ISBN 1-59339-292-3.
- ESPOSITO, John, What Everyone Needs to Know about Islam. Oxford University Press. ISBN 0-19-515713-3.
- FARAH, Caesar, Islam: Beliefs and Observances, Barron's Educational Series, 2003, 7.ª edição. ISBN 978-0-7641-2226-2.
- GOLDSCHMIDT, Jr., Arthur; DAVIDSON, Lawrence, A Concise History of the Middle East, Westview Press, 8.ª edição, 2005. ISBN 978-0-8133-4275-7.
- GUELLOUZ, Azzedine - "O Islão" in As Grandes Religiões do Mundo, direcção de Jean Delumeau. Lisboa: Editorial Presença, 1997. ISBN 972-23-2241-9.
- MOMEN, Moojan (1987). An Introduction to Shi`i Islam: The History and Doctrines of Twelver Shi`ism. Yale University Press. ISBN 978-0-300-03531-5.
- PETERS, F. E. Islam: A Guide for Jews and Christians. Princeton University Press, 2003. ISBN 0-691-11553-2.
- SCHUON, Frithjof - Para Compreender o Islã. Rio de Janeiro, 2006. ISBN 85-7701-046-5.
- SOARES DE AZEVEDO, Mateus - Iniciação ao Islã e Sufismo. Rio de Janeiro, Record, 2001 (4.ª edição). ISBN 85-01-04181-5.
- SOARES DE AZEVEDO, Mateus - Mística Islâmica. Petrópolis, Vozes, 2002 (3a. edição). ISBN 85-326-2357-3
- STODDART, William - O Sufismo: doutrina metafísica e via espiritual no Islão. Lisboa, Edições 70, 1980.
- The Encyclopaedia of Islam, Brill.
- TAUSCH, Arno e KAROUI, Hichem, 2011. Les musulmans : un cauchemar ou une force pour l'Europe? L'Harmattan, Histoire et Perspectives Méditerranéennes, 261 p ISBN 9782296139800